# Un mañana
Un mañana es el decimoquinto y último álbum de estudio del músico argentino Luis Alberto Spinetta, grabado y lanzado en el año 2008. El disco es su decimotercer trabajo solista y el trigésimo sexto, contando los álbumes con sus bandas. El disco mantiene una marcada línea de jazz rock con matices sinfónicos. Los cortes de difusión fueron «Mi elemento» y «Preso ventanilla», y para los dos salieron videoclips.
El álbum fue elegido el mejor del año y ganó el premio Gardel de Oro al mejor álbum de rock en el 2009, y los premios Gardel por mejor canción («Mi elemento»), mejor artista de rock (Spinetta), mejor video (Eduardo Martí) y mejor tapa de álbum (Alejandro Ros). Además obtuvo una nominación al Grammy Latino en la categoría «mejor álbum de rock vocal».
Dos de las canciones del álbum, "Mi elemento" y "Tu vuelo al fin", fueron utilizadas por Spinetta para abrir su legendario concierto Spinetta y las Bandas Eternas, a fines del año 2009.

## El álbum
Spinetta había incorporado a Nerina Nicotra como bajista en su banda, hecho al que le asignaba un efecto especial:

Se creó una banda con un algo especial. El hecho de que el bajo lo toque una mina hace que sea... terso. No hay esos impromptus de tano calentón, como Javie (Malosetti).
Luis Alberto Spinetta

### Tapa
Spinetta ha explicado que el dibujo de la tapa es "un hombre atribulado por las circunstancias... (que) está yendo hacia arriba por las dudas".

## Lista de temas
1. «La mendiga» (5:52).
2. «Vacío sideral» (4:24).
3. «No quiere decir» (4:03).
4. «Tu vuelo al fin» (5:10).
5. «Hiedra al sol» (3:23).
6. «Canción de amor para Olga» (7:43), introducción e interludios 1 y 2 de Claudio Cardone.
7. «Un mañana» (2:46).
8. «Mi elemento» (5:28).
9. «Hombre de luz» (2:49), letra de Luis Santiago Spinetta.
10. «Preso ventanilla» (7:14).
11. «Despierta en la brisa» (5:32).
12. «Para soñar» (5:07).

En enero de 2009 salió una edición especial con un DVD con el siguiente material:
1. «Mi elemento».
2. «Hiedra al sol».
3. «Preso ventanilla».
4. «Farol de amor».
5. «EPK Un mañana».
6. «Making “Mi elemento”».

## Músicos
- Luis Alberto Spinetta : guitarras y voz
- Claudio Cardone : teclados
- Nerina Nicotra : bajo
- Sergio Verdinelli : batería

## Invitados
- Baltasar Comotto: solos de guitarra en "Vacío sideral" y "Despierta en la brisa".
- Nicolás Ibarburu: guitarras en "Canción de amor para Olga", "Tu vuelo al fin" y "Para soñar".
- Sartén Asaresi: solo de guitarra final en "Mi elemento".
- Valentino Spinetta: teclados en "No quiere decir".